# 麥特·歐黎瑞
麥特·歐黎瑞（Matthew Joseph "Matt" O'Leary，1987年7月6日—）是美國的一位演員。他出生在芝加哥，出演的首部電影是迪士尼頻道原創電影媽媽和吸血鬼約會。

## 外联部就
- 麥特·歐黎瑞在互联网电影资料库（IMDb）上的資料（英文）